# Nico Antonitsch
Nico Antonitsch (* 30. September 1991 in Wien) ist ein ehemaliger österreichischer Fußballspieler.

## Karriere
Antonitsch begann seine Karriere beim ASV Hohenau in Niederösterreich. Nachdem er für den SV Garsten gespielt hatte, wechselte er in die AKA Linz. 2010 wechselte er zum Regionalligaverein Union St. Florian. Sein Debüt gab er gegen den SK Austria Klagenfurt. 2012 wechselte er zum Profiverein Kapfenberger SV. Sein Debüt gab er am 2. Spieltag gegen den SV Horn. Nach einem Jahr in der Steiermark wechselte er 2013 wieder nach Niederösterreich, zum SV Horn. Sein Debüt gab er gegen den SCR Altach. Im Sommer 2015 wechselte er erstmals in die Bundesliga zur SV Ried. Sein Bundesligadebüt absolvierte er am 7. Spieltag im Spiel gegen den SV Grödig.
Nach dem Abstieg aus der Bundesliga wechselte er zur Saison 2017/18 zu den drittklassigen LASK Juniors OÖ. Bereits im August 2017 wechselte er nach Deutschland zum Drittligisten FSV Zwickau, bei dem er einen bis Juni 2018 gültigen Vertrag erhielt und rasch zum Stammspieler avancierte. Nach einer Verlängerung um ein weiteres Jahr einigten sich der FSV und Antonitsch im Mai 2019 auf eine einvernehmliche Trennung zum Saisonende.
Daraufhin wechselte der Österreicher zum 7. Spieltag der Drittligasaison 2019/20 zum Ligakonkurrenten FC Ingolstadt 04, bei dem er einen bis Juni 2020 laufenden Vertrag erhielt. Für Ingolstadt kam er in seiner ersten Saison zu 28 Drittligaeinsätzen. In der Saison 2020/21 absolvierte er zehn Partien, mit dem FCI stieg er in die 2. Bundesliga auf. In der zweiten Liga kam er zu 28 Einsätzen, ehe er mit dem Klub direkt wieder in die 3. Liga abstieg.
In der 3. Liga kam er dann bis zur Winterpause 2022/23 nur noch dreimal zum Zug. Daraufhin schloss Antonitsch sich im Jänner 2023 dem Ligakonkurrenten SV Elversberg an. Am Ende der Saison 2022/2023 stieg er mit seinem Verein in die 2. Bundesliga auf. In dieser spielte er dann aber keine Rolle mehr und kam bis zur Winterpause nur dreimal zum Einsatz. Im Jänner 2024 verließ er dann die Saarländer wieder und wechselte nach Israel, wo er sich dem Erstligaaufsteiger Hapoel Petach Tikwa anschloss. Für Hapoel kam er zu zwölf Einsätzen in der Ligat ha’Al, aus der er aber mit dem Team abstieg. Daraufhin verließ er Petach Tikwa nach der Saison 2023/24 wieder.
Nach einem halben Jahr ohne Verein beendete er im Jänner 2025 33-jährig seine Karriere.

## Erfolge
SV Elversberg
- Meister der 3. Liga und Aufstieg in die 2. Bundesliga: 2022/2023